# 杉山宗次郎
杉山 宗次郎（すぎやま そうじろう、1891年（明治24年）5月1日 - 1962年（昭和37年）12月27日）は、日本の昭和時代中期の内務官僚、政治家。公選初代の長崎県知事である。

## 経歴
愛知県出身。1946年（昭和21年）1月25日、大阪府土木部長より第37代長崎県知事（官選）に就任した。翌1947年（昭和22年）3月14日、公選として行われる長崎県知事選挙への出馬準備のため辞任。第1回の統一地方選挙として行われた同選挙で当選し4月16日に第39代・公選初代の長崎県知事に就任した。長崎県知事時代の1948年（昭和23年）佐世保地区における隠退蔵物資等に関する問題で衆議院不当財産取引調査特別委員会に証人喚問された。1951年（昭和26年）4月の県知事選挙では再選を目指したが、元衆議院議員・長崎民友新聞社長の西岡竹次郎（西岡武夫の父）に敗れた。1955年（昭和30年）4月の知事選にも出馬、現職の西岡と再度対決したが及ばず、知事への復帰は成らなかった。
1962年（昭和37年）12月27日死去。享年71。

## 「備前長船祐光」
石田三成次男の重成子孫と伝わる弘前藩津軽家の家老杉山家の遠い縁戚で、同家に伝わっていた短刀の「備前長船祐光」が杉山の旧蔵品として伝わっている。

## 栄典
- 1930年（昭和5年）12月5日 - 帝都復興記念章[2]